# Венчац (Александровац)
Венчац је насеље у Србији у општини Александровац у Расинском округу. Према попису из 2022. има 289 становника (према попису из 2011. било је 382 становника).

## Демографија
У насељу Венчац живи 321 пунолетни становник, а просечна старост становништва износи 42,4 година (41,6 код мушкараца и 43,2 код жена). У насељу има 114 домаћинстава, а просечан број чланова по домаћинству је 3,51.
Ово насеље је великим делом насељено Србима (према попису из 2002. године).
|  |

| Демографија | Демографија | Демографија |
| Година      | Становника  | Становника  |
| ----------- | ----------- | ----------- |
| 1948.       | 403         |             |
| 1953.       | 448         |             |
| 1961.       | 390         |             |
| 1971.       | 396         |             |
| 1981.       | 401         |             |
| 1991.       | 478         | 433         |
| 2002.       | 400         | 456         |
| 2011.       | 382         |             |
| 2022.       | 289         |             |

| Етнички састав према попису из 2002.‍ | Етнички састав према попису из 2002.‍ | Етнички састав према попису из 2002.‍ | Етнички састав према попису из 2002.‍ | Етнички састав према попису из 2002.‍ |
| ------------------------------------ | ------------------------------------ | ------------------------------------ | ------------------------------------ | ------------------------------------ |
|                                      |                                      |                                      |                                      |                                      |
| Срби                                 | Срби                                 |                                      | 371                                  | 92,75%                               |
| Хрвати                               | Хрвати                               |                                      | 1                                    | 0,25%                                |
| Македонци                            | Македонци                            |                                      | 1                                    | 0,25%                                |
| неопредељени                         | неопредељени                         |                                      | 25                                   | 6,25%                                |
| непознато                            | непознато                            |                                      | 2                                    | 0,5%                                 |

| Година пописа     | 1948. | 1953. | 1961. | 1971. | 1981. | 1991. | 2002. |
| ----------------- | ----- | ----- | ----- | ----- | ----- | ----- | ----- |
| Број домаћинстава | 58    | 66    | 64    | 81    | 95    | 120   | 114   |

| Број чланова      | 1  | 2  | 3  | 4  | 5  | 6  | 7 | 8 | 9 | 10 и више | Просек |
| ----------------- | -- | -- | -- | -- | -- | -- | - | - | - | --------- | ------ |
| Број домаћинстава | 16 | 26 | 15 | 21 | 19 | 13 | 3 | 0 | 1 | 0         | 3,51   |

| Пол    | Укупно | Неожењен/Неудата | Ожењен/Удата | Удовац/Удовица | Разведен/Разведена | Непознато |
| ------ | ------ | ---------------- | ------------ | -------------- | ------------------ | --------- |
| Мушки  | 176    | 50               | 110          | 14             | 1                  | 1         |
| Женски | 170    | 29               | 113          | 25             | 1                  | 2         |
| УКУПНО | 346    | 79               | 223          | 39             | 2                  | 3         |

| Пол    | Укупно                    | Пољопривреда, лов и шумарство | Рибарство                            | Вађење руде и камена | Прерађивачка индустрија       |
| ------ | ------------------------- | ----------------------------- | ------------------------------------ | -------------------- | ----------------------------- |
| Мушки  | 86                        | 35                            | 0                                    | 0                    | 35                            |
| Женски | 55                        | 21                            | 0                                    | 0                    | 28                            |
| УКУПНО | 141                       | 56                            | 0                                    | 0                    | 63                            |
| Пол    | Производња и снабдевање   | Грађевинарство                | Трговина                             | Хотели и ресторани   | Саобраћај, складиштење и везе |
| Мушки  | 0                         | 3                             | 5                                    | 1                    | 3                             |
| Женски | 0                         | 1                             | 3                                    | 0                    | 0                             |
| УКУПНО | 0                         | 4                             | 8                                    | 1                    | 3                             |
| Пол    | Финансијско посредовање   | Некретнине                    | Државна управа и одбрана             | Образовање           | Здравствени и социјални рад   |
| Мушки  | 1                         | 0                             | 1                                    | 0                    | 1                             |
| Женски | 0                         | 0                             | 0                                    | 0                    | 1                             |
| УКУПНО | 1                         | 0                             | 1                                    | 0                    | 2                             |
| Пол    | Остале услужне активности | Приватна домаћинства          | Екстериторијалне организације и тела | Непознато            | Непознато                     |
| Мушки  | 0                         | 0                             | 0                                    | 1                    | 1                             |
| Женски | 1                         | 0                             | 0                                    | 0                    | 0                             |
| УКУПНО | 1                         | 0                             | 0                                    | 1                    | 1                             |